# Tłuczań
Tłuczań est une localité polonaise de la gmina de Brzeźnica, située dans le powiat de Wadowice en voïvodie de Petite-Pologne.